# Admetellinae
Los admetelinos (Admetellinae) son una de las subfamilias de anélidos poliquetos perteneciente a la familia Polynoidae.

## Géneros
- Admetella McIntosh, 1885
- Bathyadmetella Pettibone, 1967